# Onthophagus auratus
Onthophagus auratus är en skalbaggsart som beskrevs av Fabricius 1801. Onthophagus auratus ingår i släktet Onthophagus och familjen bladhorningar. Inga underarter finns listade i Catalogue of Life.